# Japanischer Hip-Hop
Der Japanische Hip-Hop, auch bekannt als Nip Hop oder J-Hip-Hop, wurde populär mit dem Film Wild Style von Charlie Ahearn, der 1983 in den japanischen Kinos gezeigt wurde. Der Film stellte die amerikanische Hip-Hop- und Graffiti-Szene vor. Musiker wie Busy Bee, Grandmaster Flash, die Rock Steady Crew und Double Trouble spielten mit.
Der Breakdance wurde in der Folge populär, vor allem im Yoyogi-Park in Tokio. Als erster bekannter Breakdancer gilt Crazy A, der wahrscheinlich die Rock Steady Crew Japan gründete. Etwa zeitgleich wurde DJ Krush als DJ international bekannt. 1986 öffnete der erste Hip-Hop-Club in Shibuya. Im japanischen Rap spielt vor allem die englische Sprache eine große Rolle, da die japanische Sprache von vielen als unpassend für Rapsongs angesehen wurde. Trotzdem begannen einige Rapper wie Seiko Ito, Haruo Chikado, Tinnie Punx und Kan Takagi in ihrer Sprache erfolgreich zu rappen.
In den frühen 1990er Jahren wurde der Hip-Hop durch den poppigen J-Rap zum Mainstream, wobei Scha Dara Parrs Kon'ya wa Boogie Back der erste Charthit wurde.  Kurz danach folgten die beiden Hits Da.Yo.Ne. und Maicca von East End X Yuri, die Platin einspielten.

## Crews, Rapper und DJs
Berühmte japanische HIPHOP-Crews, DJs und Rapper sind unten aufgeführt.

### Crews
- Dragon Ash (Mainstream),
- Rip Slyme (Mainstream),
- Ketsumeishi (Mainstream),
- Teriyaki Boyz
- King Giddra
- Rhymester
- Kick the Can Crew (Mainstream)
- Nitro Microphone Underground
- Tha Blue Herb
- Rappagariya
- Shuren The Fire
- East End
- Kaminari Kazoku
- Word Swingaz

### Rapper
- Zeebra
- m-flo
- Hannya
- Ryoff Karma
- Tokona-X
- SHING02
- K Dub Shine
- Dabo
- Kohei Japan
- Suiken
- Deli
- Lamp Eye

### DJs
- DJ Krush
- DJ Honda
- Muro
- DJ Oasis
- DJ Yutaka
- DJ Masterkey